# Cosmarium lobatum
Cosmarium lobatum là một loài Song tinh tảo trong họ Desmidiaceae, thuộc chi Cosmarium.